# Nederlandse kampioenschappen schaatsen afstanden 2021 - 5000 meter vrouwen
De 5000 meter vrouwen op de Nederlandse kampioenschappen schaatsen afstanden 2021 werd gehouden op zondag 1 november 2020 in Thialf in Heerenveen.
Titelverdedigster was Esmee Visser, die de titel pakte tijdens de Nederlandse kampioenschappen schaatsen afstanden 2020.

## Uitslag
| #      | Schaatsster         | Tijd       |
| ------ | ------------------- | ---------- |
| Goud   | Irene Schouten      | 6:55.94    |
| Zilver | Reina Anema         | 7:01.37    |
| Brons  | Carlijn Achtereekte | 7:01.62    |
| 4      | Esmee Visser        | 7:02.06    |
| 5      | Joy Beune           | 7:05.23    |
| 6      | Melissa Wijfje      | 7:05.80    |
| 7      | Antoinette de Jong  | 7:07.22    |
| 8      | Merel Conijn        | 7:10.99 PR |
| 9      | Evelien Vijn        | 7:13.89    |
| 10     | Ineke Dedden        | 7:26.81    |

 Uitslag